# نسل‌کشی در هررو و نامیبیا

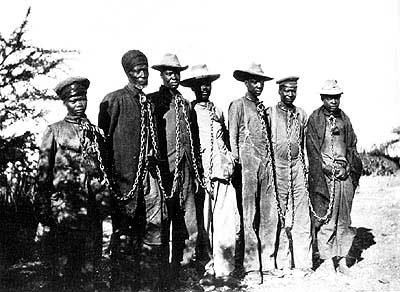
اهالی هیررو که بعد از شورش ۱۹۰۴ به زنجیر کشیده شدند.

آلمان برای نخستین بار روز جمعه ۲۸ مه ۲۰۲۱ اعتراف کرد که در دوران استعماری مرتکب نسل‌کشی در کشور نامیبیا شده‌است.به گفته بسیاری از مورخان این کشتار در واقع نخستین نسل‌کشی قرن بیستم بوده که توسط آلمان در یک کشور آفریقایی انجام شده‌است. بر اساس آمار ارائه شده، حد فاصل سال‌های ۱۹۰۴ تا ۱۹۰۸ دست کم ۱۰۰ هزار نفر از قوم هیررو و ۱۰ هزار نفر نیز از قوم ناما در جریان سرکوب‌های خونین در نامیبیا به قتل رسیدند.
در سال ۱۹۰۴ گروهی از افراد دو قوم ناما و هیررو با شورش علیه استعمارگران آلمانی، بیش از ۱۰۰ مرد از آنها را کشته‌اند و با کودکان و زنان کاری نداشتند. نیروهای آلمانی در واکنش، شورشیان را در نبردی شکست دادند و به سوی بیابان راندند، جایی که بسیاری از آنان از تشنگی جان دادند. پس از آن، هزاران عضو اقوام شورشی، به اسارت گرفته و به اردوگاه‌های کار اجباری فرستاده شده‌اند. بیشتر این افراد نیز به دلیل بیماری، آزار و خستگی مفرط، جانشان را از دست داده‌اند. شمار دقیق قربانیان مشخص نیست. اما برآورد می‌شود که تا ۱۰۰ هزار نفر بین سال‌های ۱۹۰۴ تا ۱۹۰۸ کشته شده‌اند.
هایکو ماس، وزیر امور خارجه آلمان در همین خصوص با انشار بیانیه‌ای اعلام کرد: «ما هم‌اکنون رسماً این وقایع را به عنوان آنچه امروز نسل‌کشی شناخته می‌شود، قلمداد می‌کنیم.» وزیر امور خارجه آلمان در ادامه به خاطر آنچه وی «قساوت‌های انجام شده» خواند از جانب کشورش از نامیبیا و فرزندان قربانیان عذرخواهی کرد.
وی افزود که این کشور اروپایی در اقدامی به منظور «پذیرفتن رنج‌های فراوان تحمیل شده به قربانیان» از طریق یک برنامه مالی به ارزش یک میلیارد و صد میلیون یورو به بازسازی و توسعه نامیبیا کمک خواهد کرد. هایکو ماس در عین حال تصریح کرد که کمک مالی در نظر گرفته شده برای توسعه نامیبیا نباید به عنوان غرامت و جبران خسارات از منظر حقوقی قلمداد شود.